# Penelope Garcia
 (septembre 2017).
Si vous disposez d'ouvrages ou d'articles de référence ou si vous connaissez des sites web de qualité traitant du thème abordé ici, merci de compléter l'article en donnant les références utiles à sa vérifiabilité et en les liant à la section « Notes et références ».
Penelope Garcia est un personnage de fiction de la série télévisée Esprits criminels diffusée sur la chaîne CBS, interprété par Kirsten Vangsness et doublé par Laëtitia Lefebvre en version française. Elle apparait également dans les séries dérivées Criminal Minds: Suspect Behavior et Criminal Minds: Evolution.

## Personnalité
Penelope Garcia est une personne très excentrique, ses vêtements sont toujours extrêmement colorés, ses coupes de cheveux ainsi que la couleur de ceux-ci sont tout aussi improbables, et son maquillage est de la même façon très voyant. Garcia s'impose ainsi comme une personne haute en couleur, ce qui se ressent dans sa personnalité, elle est en effet très amicale. Bien qu'elle soit très extravertie et très dynamique, Garcia est aussi un personnage excessivement sensible, ce qui lui rend parfois son travail douloureux.
Garcia est très dévouée pour son travail, surtout qu'elle est la seule analyste technique du FBI. De plus, elle est consciente qu'elle est excellente dans ce qu'elle fait, si ce n'est la meilleure. Elle a déclaré une fois qu'elle pourrait contrôler les commandes centrales des États-Unis depuis son bureau, tout en faisant une partie de poker en ligne. Ainsi, elle est extrêmement protectrice envers ses ordinateurs et les données du FBI, bien que dans l'épisode La Quête (1re partie), un tueur en série ait été capable d'accéder à ces données pendant que Garcia avait son ordinateur portable connecté au réseau du FBI et qu'elle jouait à un jeu en ligne. Elle s'en est énormément voulu après cet incident, au point qu'elle entreprendra plus tard (en secret et de son initiative) de « surprotéger » les données personnelles des membres de l'équipe par ses propres procédés et sans y être autorisée par leur hiérarchie.
Garcia aime aussi jouer à des jeux en ligne, surtout à des MMORPG (Massively Multiplayer Online Role-Playing Game), des jeux de rôle en ligne avec un très grand nombre de joueurs.

## Vie privée
Originaire de San Francisco, Garcia est orpheline depuis ses 18 ans. Ses parents ont été tués dans un accident de voiture causé par un chauffard ivre. Depuis ce jour, durant son temps libre, elle aide les familles victimes d'une perte à faire leur deuil et à continuer leurs vies. Pendant une réunion de son groupe de soutien dans l'épisode Hope, Garcia révèle qu'elle s'est longtemps blâmée pour la mort de ses parents, car ils étaient dehors à la chercher parce qu'elle avait dépassé l'heure de son couvre-feu.
Après la mort de ses parents, elle a abandonné ses études à Caltech, l'Institut de technologie de Californie, et s'est laissé tirer vers le bas, mais elle continuait tout de même d'apprendre par elle-même les codages informatiques. Par ses capacités extraordinaires, elle s'est retrouvée à être une petite main réputée de très talentueux mais dangereux pirates et faisait ainsi partie d'une liste de hackers recherchés par le FBI et la CIA. La trouvant néanmoins douée et se rendant compte qu'elle n'était pas malveillante, le FBI lui proposa (via Hotch) à son arrestation de l'engager à la place de l'inculper. J.J. plaisanta plus tard avec elle sur le fait que la CIA l'a intégré à cette liste lorsque Garcia tenta sans succès d'obtenir des informations confidentielles sur la mort de Lady Diana ainsi que d'autres conspirations gouvernementales (dans le même temps, elle profite de l'accès temporaire accordé par la CIA à leurs données durant une affaire interne, pour tenter en vain d'obtenir le numéro de téléphone privé du prince William).
Garcia entretient une relation avec Kevin Lynch (interprété par Nicholas Brendon), un collègue informaticien du FBI dont elle est amoureuse depuis l'épisode Dernier rendez-vous. Leur relation prend fin dans l'épisode Je t'aime Tommy après qu'elle a refusé sa demande en mariage, lui répondant qu'elle n'était pas prête (contrairement à lui). Quand Kevin réapparaît quelques épisodes plus tard, on comprend qu'ils ont rompu.
Elle a une relation avec un certain Sam lors de la saison 8.
Ses meilleure amies sont J.J. et Emily Prentiss, par conséquent, Garcia est la marraine du fils aîné de J.J., Henry LaMontagne. Elle montrera tout son attachement à Emily Prentiss lorsqu’elle laissera un message vocal poignant à cette dernière en cavale lors de la saison 6 et à chaque retour de cette dernière dans l’équipe.

## Au travail
Garcia est une analyste technique au B.A.U (Behavioral Analysis Unit), la branche d'analyse comportementale du FBI, au quartier général de Quantico, Virginie. Son travail consiste principalement à rechercher, compiler, centraliser ainsi que recouper en temps réel depuis son bureau, les informations nécessaires à l'équipe pour leur enquête sur le terrain, ainsi que la recherche d'individus, témoins et suspects potentiels. Dans des circonstances exceptionnelles ou liées à son domaine, elle accompagne parfois physiquement ses collègues. Elle effectue également ce travail pour l'unité de l'agent spécial Sam Cooper. Elle est spécialisée en l'accès de données sécurisées et confidentielles.
Elle est extrêmement proche de Derek Morgan et entretient avec lui une relation basée sur la taquinerie et le flirt. Ils ne s'appellent d'ailleurs pas souvent par leurs noms, mais plutôt par des surnoms affectueux comme « ma puce », « ma chérie » ou « mon amour » (« baby doll » en version originale). Ils n'ont jamais été en couple, cependant Derek semble méfiant quand Garcia lui parle d'un homme qu'elle a rencontré dans un café. Il en va de même pour Garcia lorsque Derek va boire un verre avec une civile rencontrée sur une affaire.
Garcia a totalement confiance en ses capacités et ses connaissances dans son travail, elle se considère comme la meilleure pour retrouver avec une grande rapidité les informations les plus difficiles à acquérir. Cette confiance en soi lui vient d'ailleurs en partie de sa relation avec Derek.
Malgré sa gaieté, les affaires du B.A.U semblent avoir un impact sur elle, elle devient souvent nerveuse, révoltée, choquée ou triste à analyser en boucle vidéos, photos ou enregistrements audio des différents crimes. Elle est d'une grande sensibilité et a déjà pleuré en analysant ce genre d'enregistrement. C'est pour cela que son bureau est rempli de petites peluches ou autres gadgets amusants et colorés. Aaron Hotchner a expliqué : « Elle remplit son bureau de figurines et de couleurs pour lui rappeler de sourire aux horreurs qui remplissent ses écrans. » Malgré cela, elle demeure tout de même l'optimiste de l'équipe, et les autres membres du B.A.U s'appuient sur elle et sa bonne humeur pour se détacher des horreurs auxquelles ils ont affaire.
Dans l'épisode Premier rendez-vous (1re partie), elle se fait tirer dessus par un homme avec qui elle vient juste d'avoir un rendez-vous, Jason Clark Battle. La balle touche son épaule et frôle une artère et elle est emmenée à l’hôpital dans un état critique. Son attaquant est tué plus tard dans leurs bureaux par J.J. Après cet incident, Derek insiste pour que Garcia ait toujours une arme avec elle, bien qu'elle s'y refuse par principe : pourtant, elle sauve la vie de Reid avec l'arme de service de ce dernier, lorsqu'il sera à son tour envoyé à l'hôpital durant une affaire et qu'à son chevet, un infirmier corrompu tentera de le tuer.
Très attachée à tous ses collègues et protectrice, elle a le réflexe de glaner un maximum d'informations sur leurs futurs nouveaux collègues quand elle apprend qu'ils vont rejoindre l'équipe. Elle a déjà avoué détester le changement et semble la plus touchée par le transfert de J.J. du BAU. Ainsi, dans l'épisode Noces Mortelles, elle propose à Hotch de prendre sa place en tant qu'agent de liaison. C'est d'ailleurs le premier épisode où l'on voit une Garcia à l'apparence « normative », abandonnant pour l'occasion ses lunettes fantaisies et ses couleurs pour un tailleur sobre et des lentilles. Mais son travail semble pâtir de ce changement de style et elle ne souhaitera pas rempiler pour une prochaine affaire.
Elle a aussi été très bouleversée par la prétendue mort d'Emily Prentiss, empalée par Ian Doyle, un membre de l'IRA, dans l'épisode Lauren où celle-ci est obligée de simuler sa propre mort pour protéger sa vie et celle de l'enfant de ce dernier. Lorsqu'elle doit faire une analyse psychologique avec Hotchner dans Accepter l’inacceptable, elle déclare vouloir parler des moments où Prentiss la rendait heureuse au lieu du moment présent où elle n'est plus présente. Quand l'équipe découvre que Prentiss est en fait vivante et qu'elle revient au BAU, Garcia est très émue et choquée, mais lui pardonne rapidement la tromperie ainsi qu'à J.J. et Hotchner, contrairement à ses équipiers. Elle souffre apparemment d'une peur de l'abandon et sa plus grande peur est de perdre un de ses proches. Elle a même risqué sa carrière en démontant un site Web fédéral pour empêcher son petit ami Kevin d'être transféré à l'étranger.
Dans la douzième saison, après le départ de Morgan (saison 11) et pour compenser son absence, elle a tendance à facilement se défouler sur l'agent Luke Alvez, qu'elle surnomme constamment « le Bleu » même après l'intégration de Matt Simmons dans l'équipe. Elle découvre par hasard que l'agent Walker et elle pratiquent tous les deux le yoga.
À l'issue de la treizième saison, au cours d'une affaire impliquant une secte, elle est prise en otage dans le parc de stationnement souterrain du BAU durant une situation de crise, et menacée sous les yeux de Reid.
Au lancement de la saison 14, après avoir récupéré sous la contrainte leur suspect (le meneur de la secte) dans les bureaux évacués, Reid blessé est enlevé avec elle par le second de la secte et ses complices. Ledit second les malmène et menace de tuer Reid afin d'obliger Garcia à utiliser ses compétences de pirate informatique dans leur intérêt. Grâce à l'intelligence ainsi que l'ingéniosité de Spencer, elle parvient cependant à s'échapper pour rejoindre l'équipe et les envoyer sur le lieu de leur captivité, néanmoins après l'évacuation de la secte qui a emporté Reid avec elle : au bout du compte, il sera cependant ramené sain et sauf à leurs bureaux et accueilli à la sortie de l’ascenseur par Garcia.

## Autres informations
- Entrée au BAU en 2004. Elle a postulé avec un curriculum vitæ écrit sur une feuille rose fuchsia électrique. Aaron Hotchner lui révélera plus tard que c'est à ce moment qu'il a réalisé qu'elle était unique.
- Elle souffre de coulrophobie depuis qu'à douze ans, un clown à une fête d'anniversaire a pincé sa poitrine en faisant un bruit de klaxon.
- Malgré la consonance de son nom, elle ne parle pas l'espagnol et n'en a pas les origines. Elle mentionne durant une enquête au Mexique (Meurtres au féminin) que son nom de famille est celui de son père adoptif (Emilio Garcia), qui était hispanique. Elle parle cependant le français (Le Meilleur des mondes).
- Son auteur favori est Joseph Campbell.
- Elle est amatrice de science-fiction, sa série préférée est Petite Merveille (Small Wonder).
- Ses films préférés sont ceux du réalisateur italien Frederico Fellini.
- Elle est pratiquante de yoga.
- Il est révélé au cours d'un épisode que Garcia s'essaie également au théâtre et tient le rôle principal dans une série de représentations d'une pièce (ce qu'elle essaie en vain de cacher à l'équipe, qui se sert de cette aptitude au cours d'une affaire).
- Spencer Reid et elle sont les seuls membres de l'équipe d'origine à être restés au BAU durant toute la série (même si elle n'était pas un personnage principal dans la première saison).
- Garcia est également la seule (avec l'agent Matthew "Matt" Simmons) à être à la fois personnage principal de la série principale et d'une série dérivée (Esprits criminels : Unité parallèle pour elle, et Esprits criminels : Unité sans frontières pour Simmons).
- C'est aussi la seule personnage principal présent sur 3 séries avec Esprits criminels : Unité parallèle et Esprits criminels évolution (sauf si on considère cette dernière comme la saison 16).